# إدي غارسيا
إدي غارسيا هو مخرج وممثل فلبيني، ولد في 2 مايو 1929 في الفلبين. من الجوائز التي نالها جائزة السينما الآسيوية عن فئة أفضل ممثل ‏.

## جوائز
- جائزة السينما الآسيوية عن فئة أفضل ممثل [الإنجليزية]‏

## وصلات خارجية
- إدي غارسيا على موقع IMDb (الإنجليزية)
- إدي غارسيا على موقع روتن توميتوز (الإنجليزية)
- إدي غارسيا على موقع ألو سيني (الفرنسية)
- إدي غارسيا على موقع أول موفي (الإنجليزية)
- إدي غارسيا على موقع قاعدة بيانات الفيلم (الإنجليزية)
- إدي غارسيا على موقع كينوبويسك (الروسية)